# Équipe de Suisse de football en 1999
Cet article présente les résultats de l'équipe de Suisse de football lors de l'année 1999. En février et mars, elle rencontre pour la première fois les équipes de Slovénie, d'Oman et de Biélorussie.

## Bilan
|           | Nombre de matchs | Victoires | Défaites | Matchs nuls | Buts marqués | Buts encaissés |
| Domicile  | 4                | 2         | 1        | 1           | 6            | 4              |
| Extérieur | 6                | 3         | 2        | 1           | 7            | 7              |
| Neutre    | 1                | 1         | 0        | 0           | 2            | 0              |
| Total     | 11               | 6         | 3        | 2           | 15           | 11             |

## Matchs et résultats
| Match amical                               | Suisse                   | 2 - 0   | Slovénie | Sultan Qaboos Sports Complex, Mascate         |                                               |
| 6 février 1999 · Historique des rencontres | Hodel 8e · Comisetti 17e | (2 - 0) |          | Spectateurs : 220 Arbitrage : Baboud Abdullah | Spectateurs : 220 Arbitrage : Baboud Abdullah |
| 6 février 1999 · Historique des rencontres | Rapport                  |         |          | Spectateurs : 220 Arbitrage : Baboud Abdullah | Spectateurs : 220 Arbitrage : Baboud Abdullah |

| Match amical                                | Oman         | 1 - 2   | Suisse           | Sultan Qaboos Sports Complex, Mascate                |                                                      |
| 10 février 1999 · Historique des rencontres | Moubarak 90e | (0 - 2) | 9e 33e Comisetti | Spectateurs : 400 Arbitrage : Abdul Hamid Abdul Aziz | Spectateurs : 400 Arbitrage : Abdul Hamid Abdul Aziz |
| 10 février 1999 · Historique des rencontres | Rapport      |         |                  | Spectateurs : 400 Arbitrage : Abdul Hamid Abdul Aziz | Spectateurs : 400 Arbitrage : Abdul Hamid Abdul Aziz |

| Match amical                                     | Suisse                                   | 2 - 4   | Autriche                                              | Espenmoos, Saint-Gall                      |                                            |
| 10 mars 1999 · 20h15 · Historique des rencontres | Vogel 24e (pen.) · Feiersinger 50e (csc) | (1 - 3) | 4e 57e (pen.) Herzog · 32e Neukirchner · 43e Reinmayr | Spectateurs : 9 000 Arbitrage : Luc Huyghe | Spectateurs : 9 000 Arbitrage : Luc Huyghe |
| 10 mars 1999 · 20h15 · Historique des rencontres | Rapport                                  |         |                                                       | Spectateurs : 9 000 Arbitrage : Luc Huyghe | Spectateurs : 9 000 Arbitrage : Luc Huyghe |

| Éliminatoires de l'Euro 2000             | Bélarus | 0 - 1   | Suisse       | Dinamo, Minsk                                |                                              |
| 27 mars 1999 · Historique des rencontres |         | (0 - 0) | 72e Fournier | Spectateurs : 44 000 Arbitrage : Oguz Sarvan | Spectateurs : 44 000 Arbitrage : Oguz Sarvan |
| 27 mars 1999 · Historique des rencontres | Rapport |         |              | Spectateurs : 44 000 Arbitrage : Oguz Sarvan | Spectateurs : 44 000 Arbitrage : Oguz Sarvan |

| Éliminatoires de l'Euro 2000             | Suisse           | 2 - 0   | Pays de Galles | Letzigrund, Zurich                             |                                                |
| 31 mars 1999 · Historique des rencontres | Chapuisat 4e 70e | (2 - 0) |                | Spectateurs : 13 500 Arbitrage : Miroslav Liba | Spectateurs : 13 500 Arbitrage : Miroslav Liba |
| 31 mars 1999 · Historique des rencontres | Rapport          |         |                | Spectateurs : 13 500 Arbitrage : Miroslav Liba | Spectateurs : 13 500 Arbitrage : Miroslav Liba |

| Match amical                              | Grèce         | 1 - 1   | Suisse   | Stade olympique, Athènes                           |                                                    |
| 28 avril 1999 · Historique des rencontres | Georgatos 57e | (0 - 1) | 20e Haas | Spectateurs : 1 500 Arbitrage : Jose Mendes Pratas | Spectateurs : 1 500 Arbitrage : Jose Mendes Pratas |
| 28 avril 1999 · Historique des rencontres | Rapport       |         |          | Spectateurs : 1 500 Arbitrage : Jose Mendes Pratas | Spectateurs : 1 500 Arbitrage : Jose Mendes Pratas |

| Éliminatoires de l'Euro 2000                    | Suisse  | 0 - 0 | Italie | La Pontaise, Lausanne                        |                                              |
| 9 juin 1999 · 20h15 · Historique des rencontres |         |       |        | Spectateurs : 15 800 Arbitrage : Graham Poll | Spectateurs : 15 800 Arbitrage : Graham Poll |
| 9 juin 1999 · 20h15 · Historique des rencontres | Rapport |       |        | Spectateurs : 15 800 Arbitrage : Graham Poll | Spectateurs : 15 800 Arbitrage : Graham Poll |

| Match amical                             | Tchéquie                                     | 3 - 0   | Suisse | Sportovní areál, Drnovice                      |                                                |
| 18 août 1999 · Historique des rencontres | Koller 48e · Zwyssig 57e (csc) · Baranek 89e | (0 - 0) |        | Spectateurs : 7 821 Arbitrage : Fritz Stuchlik | Spectateurs : 7 821 Arbitrage : Fritz Stuchlik |
| 18 août 1999 · Historique des rencontres | Rapport                                      |         |        | Spectateurs : 7 821 Arbitrage : Fritz Stuchlik | Spectateurs : 7 821 Arbitrage : Fritz Stuchlik |

| Éliminatoires de l'Euro 2000                 | Danemark                   | 2 - 1   | Suisse         | Parken, Copenhague                              |                                                 |
| 4 septembre 1999 · Historique des rencontres | Nielsen 54e · Tomasson 81e | (0 - 0) | 80e Türkyılmaz | Spectateurs : 41 667 Arbitrage : Ryszard Wójcik | Spectateurs : 41 667 Arbitrage : Ryszard Wójcik |
| 4 septembre 1999 · Historique des rencontres | Rapport                    |         |                | Spectateurs : 41 667 Arbitrage : Ryszard Wójcik | Spectateurs : 41 667 Arbitrage : Ryszard Wójcik |

| Éliminatoires de l'Euro 2000                 | Suisse                    | 2 - 0   | Bélarus | La Pontaise, Lausanne                          |                                                |
| 8 septembre 1999 · Historique des rencontres | Türkyılmaz 68e 87e (pen.) | (0 - 0) |         | Spectateurs : 12 500 Arbitrage : Leslie Irvine | Spectateurs : 12 500 Arbitrage : Leslie Irvine |
| 8 septembre 1999 · Historique des rencontres | Rapport                   |         |         | Spectateurs : 12 500 Arbitrage : Leslie Irvine | Spectateurs : 12 500 Arbitrage : Leslie Irvine |

| Éliminatoires de l'Euro 2000               | Pays de Galles | 0 - 2   | Suisse                 | Racecourse Ground, Wrexham                         |                                                    |
| 9 octobre 1999 · Historique des rencontres |                | (0 - 0) | 16e Rey · 60e Bühlmann | Spectateurs : 5 064 Arbitrage : Spiridon Papadakos | Spectateurs : 5 064 Arbitrage : Spiridon Papadakos |
| 9 octobre 1999 · Historique des rencontres | Rapport        |         |                        | Spectateurs : 5 064 Arbitrage : Spiridon Papadakos | Spectateurs : 5 064 Arbitrage : Spiridon Papadakos |